# Odnoklassniki
Odnoklassniki (in russo Одноклассники?; "compagni di classe") è un social network russo.

## Storia
È stato sviluppato da Al'bert Michajlovič Popkov e lanciato il 4 marzo 2006. È popolare principalmente in Russia.
I proprietari del sito sostengono che la rete sociale ha più di 148 milioni di utenti registrati e 33 milioni di visitatori unici ogni giorno. Per iscriversi bisogna avere almeno 16 anni. Secondo Alexa, Odnoklassniki si posiziona 50º nella classifica dei siti internet più visitati al mondo e 7º in Russia.
Ok.ru viene superato come utilizzo quotidiano nei paesi dell’est, solo da Vk.